# Kalli Pashchim
Kalli Pashchim es una ciudad censal situada en el distrito de Lucknow en el estado de Uttar Pradesh (India). Su población es de 12157 habitantes (2011). 

## Demografía
Según el censo de 2011 la población de Kalli Pashchim era de 12157 habitantes, de los cuales 6347 eran hombres y 5810 eran mujeres. Kalli Pashchim tiene una tasa media de alfabetización del 71,45%, superior a la media estatal del 67,68%: la alfabetización masculina es del 78,52%, y la alfabetización femenina del 63,78%.